# へき地等級
へき地等級（へきちとうきゅう）は、教職員に対する「へき地手当」の額を定めるために、へき地に所在する公立学校（「へき地学校」）に付される等級である。
「へき地教育振興法」（以下、「法」と表記）及び「へき地教育振興法施行規則」（以下、「規則」と表記）に基づいて、各都道府県が条例によって定めている。学校が所在する地域の状況に応じて、一級から五級までの5段階と、準へき地学校の合計6段階があり、数字が大きいほどへき地の程度が大である。

## 概要
法第5条の2では、文部科学省令で定める基準を参酌して各都道府県が条例で「へき地学校」を指定することが定められている。この文部科学省令にあたる規則第3条では、「へき地学校」の指定の基準として、へき地の程度を点数化した基準点数に調整点数を加減した合計点数を計算し、その点数に応じて一級から五級までの「へき地等級」を付して「へき地学校」を指定することとされている。また、一級に準じる合計点数の学校はへき地学校に準ずる学校（「準へき地校」）に指定される。
点数の算定に当たっては
- 駅または停留所までの距離
- 病院までの距離
- 高校までの距離
- 郵便局までの距離
- 市町村教育委員会までの距離
- スーパーマーケットまでの距離
- 市の中心地までの距離

などが参酌される（規則別表第一）。また、離島については「本土からの定期航行の回数」や「本土からの海上距離」などによる加点がある上、「各種施設が島外に所在する場合」の加点もあるため（規則別表第二）、各種施設までの距離などの条件が同じ場合には、他の地域にある学校に比べ、離島の学校の方が合計点数が高くなる。
この「へき地等級」に基づいて「へき地手当」の額が決定される。その額は条例で定められており、都道府県によって異なるが、例えば2018年4月時点での北海道の場合、準へき地学校で4％、へき地学校の一級で8％、二級で12％、三級で16％、四級で20％、五級で25％が教職員の本俸に加算される。
また、「へき地等級」は、へき地児童生徒援助費等補助金の一部である高度へき地修学旅行費の対象の基準としても用いられることがある。
一部の都道府県では、へき地学校に関する情報をインターネットで提供している。

## 類似の制度
教職員に対するへき地手当と同様の制度として、国では一般職の職員の給与に関する法律（13条の2）等に基づき、離島など生活の著しく不便な地に所在する官署を一～六級地の6区分に分け、当該官署に勤務する職員に対して特地勤務手当を支給している。また、各都道府県も一般職員に対して同様の制度を設けている。